# Jardín René Moawad
El Jardín René Moawad se encuentra en el distrito Sanayeh de Beirut, la capital del país asiático de Líbano. 
El jardín es uno de los espacios más antiguos al aire libre públicos de la capital.
Khalil Pasha (1864-1923) , comandante del Sexto Ejército turco durante la Primera Guerra Mundial ordenó la creación del jardín en 1907.
El jardín ha cambiado de nombre desde su construcción en la primera década del siglo XX. Primero fue llamado El Jardín Público Hamidi , pero el público durante décadas se ere a este como el Jardín Sanayeh. Fue rebautizado en honor del presidente René Moawad , que fue asesinado el 22 de noviembre de 1989 no lejos del jardín.
El jardín está rodeado desde el norte por la calle Spears, desde el sur por la calle Alameddine, desde el este por la calle Halawani y desde el oeste por la calle Sanayeh. Frente al jardín en la Calle Spears esta el complejo de la Biblioteca Nacional. Cubriendo 22.000 metros cuadrados, el jardín es un destino popular para los caminantes, corredores y niños. El jardín también es popular entre los ancianos que se sientan a la sombra de los árboles para jugar a las cartas, backgammon o ajedrez. El jardín es también un lugar donde los artistas exponen sus obras.